# 真禅院
真禅院（しんぜんいん）は、岐阜県不破郡垂井町にある天台宗の寺院である。山号は朝倉山（あさくらさん）。山号にちなみ朝倉山真禅院、朝倉寺、または単に朝倉山とも呼ばれている。
かつての南宮大社の僧坊であった。
本尊は無量寿如来（阿弥陀如来）、十一面観世音菩薩。無量寿如来は南宮大社本地仏。
古くから霊験があると言われ、平安時代の承平天慶の乱の際、朱雀天皇の勅令により平将門調伏祈願が行なわれている。また、前九年の役の際、後冷泉天皇の命により安倍貞任追討祈願がおこなわれている。
境内には干支の守り本尊（守護仏）がある。
西美濃三十三霊場第十七札所。美濃七福神（大黒天）

## 歴史
真禅院は、近隣にある南宮大社（旧称南宮神社）と関係の深い寺院である。南宮神社では近世末まで神仏習合の信仰が行われ、神社内に仏堂、仏塔、僧坊などが建てられていた。明治初年の神仏分離に伴い、三重塔、本地堂などが神社西方の現在地に移され、朝倉山真禅院と称するようになったものである。
伝承によれば、真禅院の前身は天平11年（739年）行基により創建された象背山宮処寺（ぞうはいさんぐうしょじ）であるとされる。その後、延暦年間（790年頃）、勅令があり、最澄によって南宮神社（現南宮大社）と両部習合（神仏習合）され、神宮寺と改称したという。宮処寺の名は『行基年譜』に見えず、創立者を行基とするのは後世の付託と思われるが、後述のように宮処寺という寺院が奈良時代に存在したことは確認できる。
『続日本紀』天平12年（740年）12月条には、「幸宮処寺及曳常泉」（宮処寺及び曳常泉を（聖武天皇が）訪れた）との記事がある。これにより、天平12年の時点で今の岐阜県垂井町に「宮処寺」という寺院が存在したこと、聖武天皇が同寺を訪れたことは史実と認められる。垂井町内には宮処寺跡に比定される奈良時代の寺院跡があり、岐阜県の史跡に指定されている。ただし、この寺院跡は発掘調査未了のうちに宅地開発が進んで遺構が破壊されており、この寺が南宮神社の神宮寺の前身であるかどうかは断定できない。
『扶桑略記』天慶3年（940年）正月24日条には「美濃国中山南神宮寺」において、延暦寺の僧・明達が平将門調伏の修法を行ったことが見える。これにより、平安時代には南宮神社に神宮寺が存在したことが明らかである。神宮寺は近世末まで存続したが、前述のように明治時代初期の神仏分離に伴い廃絶した。南宮神社内には神宮寺以外にも仏教僧の住む坊舎が複数存在したことは古絵図等からも明らかで、真禅院はそうした僧坊の1つであった。
近世の記録（「本末分限改帳」）には、平将門の乱調伏のため、南宮神社二ノ宮の十禅師社に社僧10名を置き、その時建立された僧坊の1つが真禅院であるとされている。
文亀元年（1501年）、火災で焼失し、永正8年（1511年）、美濃国守護土岐政房により再建。慶長5年（1600年）には関ヶ原の戦いで南宮神社とともに焼失した。南宮神社の再建は江戸幕府3代将軍徳川家光により実施され、寛永19年（1642年）に落成した。これが現存する南宮大社の社殿群である。現存する真禅院の三重塔、本地堂もこれら社殿と一連の造営になるもので、元来は南宮神社境内の南方に建っていた。
明治元年（1868年）、神仏分離により、南宮神社内の寺院・仏堂を統廃合し、当時の真禅院の住職と地元の人々の手により現在地に移築した。明治4年（1871年）までに移築が完了し、朝倉山真禅院として再出発した。
昭和57年（1982年）から昭和59年（1984年）にかけて三重の塔の修理が行われた。（昭和の大修理）
平成27年（2015年）から平成30年（2018年）にかけて本地堂の修理が行われた。（平成の大修理）明治の移築の際に格天井の絵が不規則に並べられていたのを今回の修理で移築前の状態に戻した。さらに、塗装や屋根の形状、部屋の間仕切りなど調査で明らかになったものは復元や復原が行われた。

## 伽藍

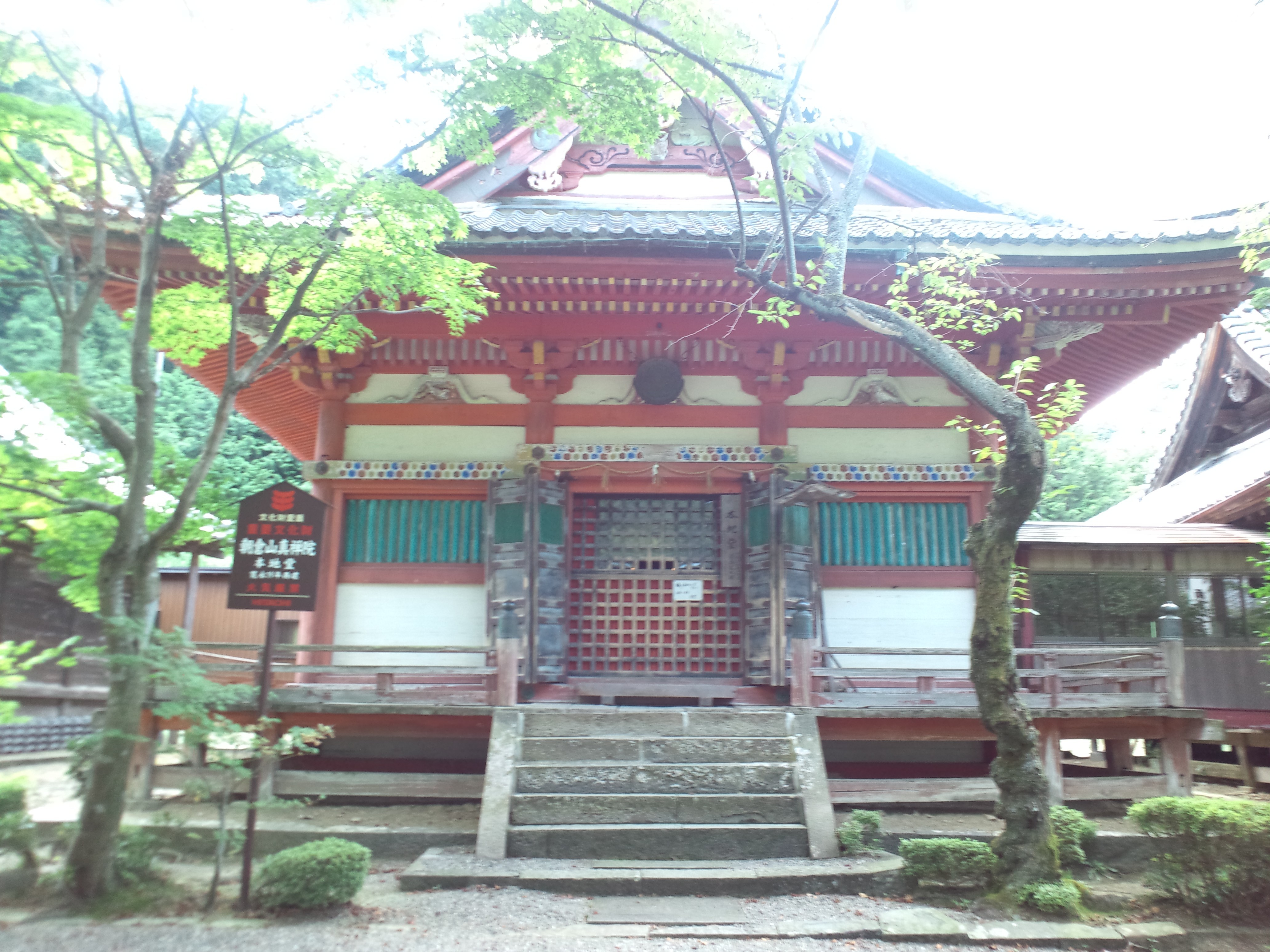
本地堂（修理前）

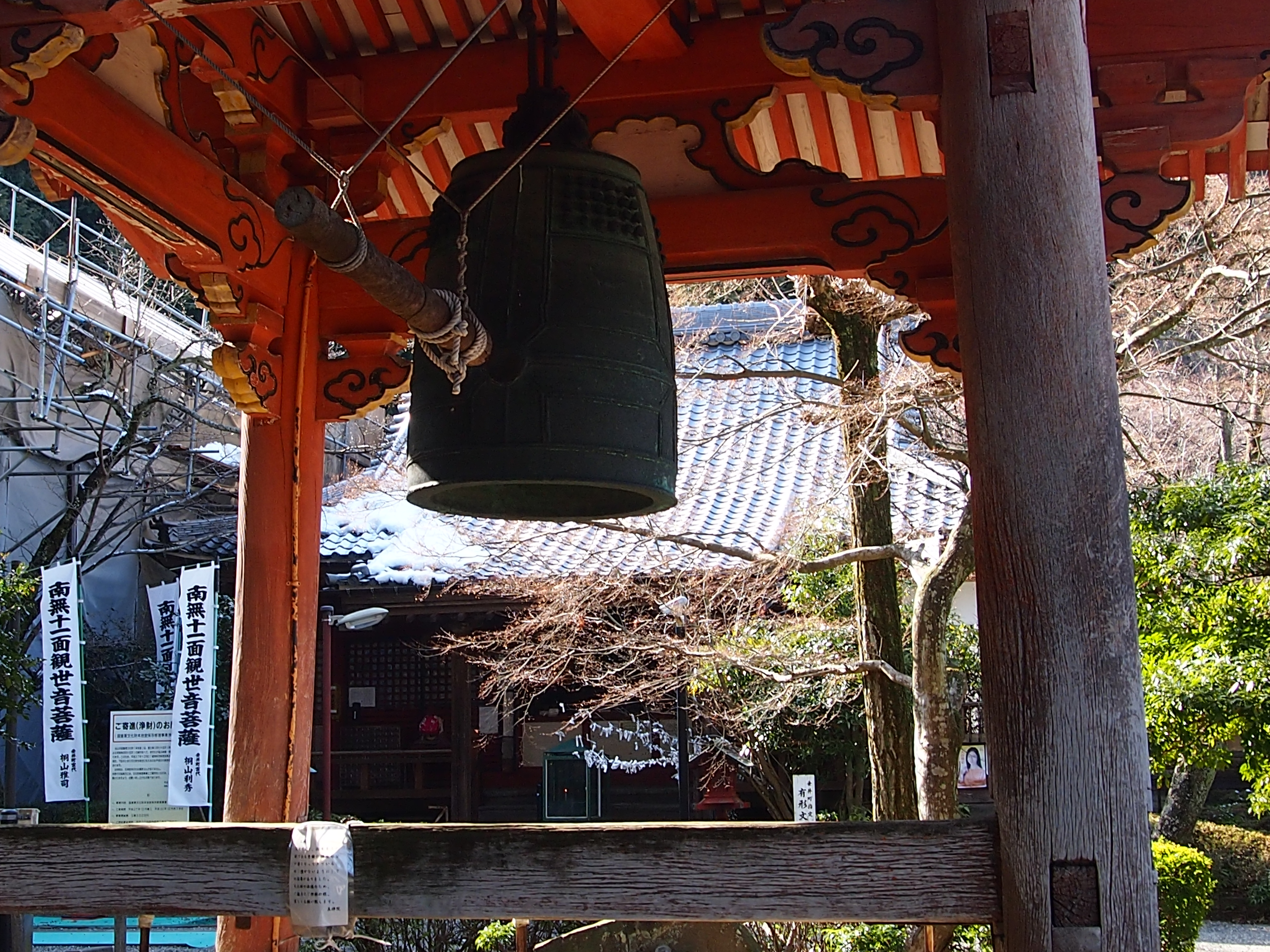
梵鐘

- 本地堂 - 旧南宮大社本地堂 国の重要文化財
- 観音堂 - 旧宝珠院（旧美濃西国第十七番札所）
- 三重塔 - 国の重要文化財
- 鐘楼 - 岐阜県重要文化財（梵鐘は国の重要文化財）
- 鉄塔 - 岐阜県重要文化財
- 薬師堂 - 本尊の薬師如来は岐阜県重要文化財
- 護摩堂
- 弁財天堂
- 十王堂

## 文化財
重要文化財（国指定）
- 三重塔 - 寛永19年（1642年）建立。明治初年に南宮神社境内から移築された。長押などに極彩色の文様がある。
- 本地堂 - 入母屋造瓦葺き、妻入り（屋根が三角形に見える側を正面とする）の仏堂。寛永19年（1642年）建立。明治初年に南宮神社境内から移築された。
- 梵鐘 - 無銘だが撞座（つきざ）の位置、龍頭の取り付き方などに古代鐘特有の様式を示し、奈良時代から平安時代前期の制作と推定される。

岐阜県指定重要文化財
- 木造薬師如来立像[1]
- 鉄塔[2]

## 所在地
- 岐阜県不破郡垂井町宮代朝倉2006
  - 南宮大社の西、約1km。

## 交通アクセス
鉄道
- 東海道本線 垂井駅南口より徒歩約30分

バス
- 垂井町巡回バス 垂井・宮代・表佐線（さわやか号）「朝倉運動公園」下車、徒歩約2分

車
- 名神高速道路
  - 関ケ原ICより約10分
  - 養老スマートICより約15分
- 東海環状自動車道
  - 大垣西ICより15分